# Dercitus natalensis
Dercitus natalensis är en svampdjursart som först beskrevs av Burton 1926.  Dercitus natalensis ingår i släktet Dercitus och familjen Pachastrellidae. Inga underarter finns listade i Catalogue of Life.